# Juniorvärldsmästerskapen i konstsim 1989
Juniorvärldsmästerskapen i konstsim 1989 arrangerades mellan den 17 och 23 juli 1989 i Cali i Colombia. Det var den första upplagan av juniorvärldsmästerskapen i konstsim.

## Resultat
| Gren | Guld | Guld   | Silver                          | Silver | Brons                             | Brons  |
| Solo | Becky Dyroen USA                                                                                           | 174,55 | Karen Clark Kanada              | 171,80 | Fumiko Okuno Japan                | 169,65 |
| Par  | USA Becky Dyroen Jill Sudduth                                                                              | 172,84 | Kanada Karen Clark Keri Closson | 171,60 | Japan Chiaki Yamamura Nina Enkaku | 168,34 |
| Lag  | USA Kristy Donn Becky Dyroen Suzannah Dyroen Lori McCoy Jill Savery Mary Spencer Jill Sudduth Margot Thien | 169,75 | Kanada                          | 169,43 | Japan                             | 167,01 |

## Medaljtabell
| Nr                  | Nation              | Guld | Silver | Brons | Totalt |
| ------------------- | ------------------- | ---- | ------ | ----- | ------ |
| 1                   | USA (USA)           | 3    | 0      | 0     | 3      |
| 2                   | Kanada (CAN)        | 0    | 3      | 0     | 3      |
| 3                   | Japan (JPN)         | 0    | 0      | 3     | 3      |
| Totalt (3 nationer) | Totalt (3 nationer) | 3    | 3      | 3     | 9      |

## Deltagande nationer
- Aruba
- Brasilien
- Colombia
- Frankrike
- Italien
- Japan
- Kanada
- Kina
- Nederländerna
- Sovjetunionen
- Storbritannien
- Sverige
- USA